# تحالف الشريط الأبيض من أجل أمومة آمنة
تحالف الشريط الأبيض من أجل أمومة آمنة (WRA) هو تحالف غير حزبي وغير ربحي وغير حكومي يهدف إلى تقليل عدد وفيات الأمهات أثناء الولادة وكذلك عدد وفيات الأطفال حديثي الولادة على مستوى العالم.

تشكّل تحالف الشريط الأبيض قبل أكثر من عشر سنوات لأن أصوات النساء المعرضات لخطر الموت أثناء الولادة لم تكن مسموعة، ونما التحالف بسرعة وانضم الآلاف من الناس والمجموعات إلى التحالف وقد اتفقوا جميعًا على تحديد المشاكل في مجتمعاتهم المحلية والبحث عن حلول محددة على الصعيد الوطني في أفريقيا وآسيا.

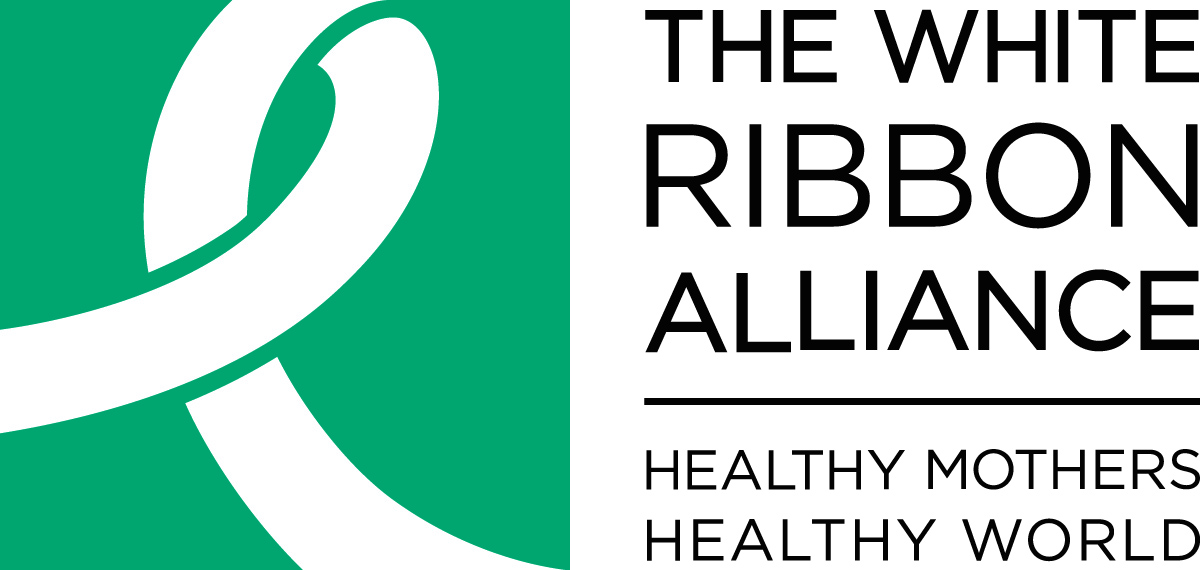
تحالف الشريط الأبيض الدولي

## الرسالة والهدف والرؤية
مهمة تحالف الشريط الأبيض هي تحفيز وتنظيم حملة الدعوة التي تدافع عن حق جميع النساء في أن تكون آمنة وصحية قبل وأثناء الولادة وبعدها.

## نظرة عامة
تحالف الشريط الأبيض(WRA) هو تحالف دولي يشمل العديد من الأفراد والمنظمات؛ وقد تشكل من أجل زيادة الوعي العام بالحاجة إلى جعل الحمل والولادة تجربة آمنة للنساء والأطفال حديثي الولادة في البلدان النامية وكذلك في البلدان المتقدمة. وعضوية التحالف مجانية ويمكن لأي شخص الانضمام إليها من خلال تسجيل من خلال الموقع (WRA) الذي أُنشِأ في عام 1999 من خلال جهود مجموعة من الأفراد والمنظمات الملتزمة بزيادة الوعي تجاه أكثر من خمس مائة ألف حالة وفاة يمكن تفاديها سنوياً تحدث بسبب مضاعفات الحمل والولادة. وقد زادت دعوة تحالف الشريط الأبيض من عام 1999 إلى عام 2009 لتصبح حركة عالمية من الآلاف من الأفراد والمنظمات الأعضاء في أكثر من 100 بلد.

## مبادرات الأمانة العامة العالمية

### عيد الأم كل يوم
هي حملة لصحة الأمهات والأطفال حديثي الولادة ومقرها الولايات المتحدة، وقد انطلقت الحملة في 27 فبراير2009 برعاية تحالف الشريط الأبيض داعية القيادة الأمريكية إلى التعجيل بإحراز المزيد من التقدم نحو الحمل والولادة المأمونة والصحية على مستوى العالم. وشارك في المجلس الاستشاري للحملة آن فينيمان المديرة التنفيذية لمنظمة الأمم المتحدة للطفولة والعديد من القيادات المؤثرة.

### مليون أم
هي حملة انطلقت في 22 مارس 2009 -عيد الأم في المملكة المتحدة- تهدف إلى زيادة الوعي بشأن الوفيات النفاسية -أثناء الولادة- عالميًا. وحققت الحملة هدفان بسيطان: الحصول على توقيع مليون شخص وجمع مليون جنيه لحماية النساء من الموت نتيجة الحمل والولادة. وحصلت الحملة على دعم عالي المستوى من العديد من المشاهير مثل سارة براون وسارة فيرغسون دوقة يورك وناعومي كامبل وبيل ناي وغيرهم.

### الحملة العالمية لوفيات الأمهات
الحملة العالمية لوفيات الأمهات في عام 2009 هي حملة هدفت للحفاظ على استمرار الدعوة والعمل على زيادة تنفيذ الوعود التي قطعتها الدعوة نحو الأمومة الآمنة على الصعيد العالمي أو على الصعيد الوطني والمجتمع المحلي. وكانت أهداف هذه الحملة هي:
- إنشاء آلية تمويل مبتكرة وجديدة لتمويل الخطط الصحية بشكل رئيسي.
- الحصول على تمويل الخطط الصحية من 20 بلدا بحلول عام 2010، لتلبية المستويات الموصى بها من منظمة الصحة العالمية بحلول عام 2015.
- تعيين شخص من قِبل الأمين العام للأمم المتحدة لمتابعة قضية الوفيات النفاسية.
- إشراك الأبطال الوطنيين في حملة التوعية على الصعيد الوطني.
- التأكيد على أن وفيات الأمهات تعتبر مؤشرًا رئيسيًا لأداء النظام الصحي.

## أبطال تحالف الشريط الأبيض
قضية وفاة الأمهات أثناء الحمل أو الولادة جذبت انتباه العديد من الشخصيات البارزة حول العالم وقد كثفوا جهودهم للحمل على نشر الوعي بالحملة ومحاولة تقليل عدد الوفيات، ومن ضمنهم العديد من مشاهير والأشخاص ذوي النفوذ في جميع أنحاء العالم مثل سارة براون وملكة الأردن رانيا العبد الله وسارة فيرغسون دوقة يورك وويندي دينغ مردوخ وآنا شانسلور والعديد من السفراء في جميع أنحاء العالم.